# Cartelle
Cartelle est une commune de la province d'Orense dans la comarque Terra de Celanova en Galice (Espagne), au bord de la rivière Arnoia. Outomuro est le siège de la municipalité.
Église baroque, vestiges de monuments du Moyen Âge.